# The Zero Boys
The Zero Boys is een Amerikaanse horrorfilm uit 1986, geregisseerd door Nico Mastorakis.

## Verhaal
De drie vrienden Steve, Larry en Rip noemen zichzelf Zero Boys en houden van paintball. Als ze samen met hun vriendinnen midden in de nacht stranden bij een verlaten boerderij, worden ze lastiggevallen door een bende met slechten bedoelingen. Al snel beseffen de Zero Boys dat ze op het strijdtoneel van een stel maniak-moordenaars zijn terecht gekomen. Gelukkig zijn de Zero Boys voorbereid op een dergelijke situatie, maar gebruiken nu echte wapens om te kunnen overleven.

## Rolverdeling
| Acteur         | Personage  |
| -------------- | ---------- |
| Daniel Hirsch  | Steve      |
| Kelli Maroney  | Jamie      |
| Nicole Rio     | Sue        |
| Tom Shell      | Larry      |
| Jared Moses    | Rip        |
| Crystal Carson | Trish      |
| Joe Estevez    | moordenaar |

## Trivia
De opnames vonden op dezelfde locatie plaats als bij de film Friday the 13th Part III uit 1982.